# الشهر الوطني للتوعية بالسكتة الدماغية
يُحتفل بالشهر الوطني للتوعية بالسكتة الدماغية في الولايات المتحدة خلال شهر مايو من كل عام. أُنشئ هذا الشهر لتعزيز الوعي العام والحد من انتشار السكتة الدماغية في الولايات المتحدة.

## التاريخ
بدأ شهر التوعية بالسكتة الدماغية الوطني في مايو 1989 بعد أن وَقَعَ الرئيس جورج بوش الأب على الإعلان الرئاسي رقم 5975. يهدف شهر التوعية الوطني بالسكتة الدماغية إلى زيادة الوعي العام حول العلامات التحذيرية للسكتة الدماغية، وأعراض السكتة الدماغية، والوقاية من السكتة الدماغية، وتأثير السكتة الدماغية على الناجين والأسر ومقدمي الرعاية. تعمل حكومة الولايات المتحدة، جنبًا إلى جنب مع الجمعية الوطنية للسكتة الدماغية، وجمعية القلب الأمريكية، وغيرها من المنظمات غير الربحية، معًا لتثقيف الشعب الأمريكي حول الوقاية من السكتة الدماغية وتوفير الموارد الرئيسية لضحايا السكتة الدماغية.

## أعراض السكتة الدماغية
نظرًا لأن دواء منشط بلازمينوجين النسيجي، وهو دواء لتفتيت الجلطات، لا يمكن إعطاؤه لمرضى السكتة الدماغية إلا خلال الساعات الثلاث الأولى من بداية الإصابة بالسكتة الدماغية، فإن التعرف على أعراض السكتة الدماغية أمر مهم للغاية. يهدف شهر التوعية الوطني بالسكتة الدماغية إلى تثقيف الأميركيين للتعرف على أعراض السكتة الدماغية.

## الوقاية
80 بالمائة من السكتات الدماغية تحدث بسبب نمط الحياة، وبالتالي فإن السكتات الدماغية يمكن الوقاية منها إلى حد كبير. على الرغم من أن بعض عوامل خطر الإصابة بالسكتة الدماغية، مثل العمر أو العرق، لا يمكن السيطرة عليها، إلا أن هناك العديد من الخطوات الأخرى التي يمكن للأفراد اتخاذها لتقليل خطر الإصابة بالسكتة الدماغية.